# Шванден-бай-Брієнц
Шванден-бай-Брієнц (нім. Schwanden bei Brienz) — громада  в Швейцарії в кантоні Берн, адміністративний округ Інтерлакен-Обергаслі.

## Географія
Громада розташована на відстані близько 55 км на південний схід від Берна.
Шванден-бай-Брієнц має площу 7,1 км², з яких на 5% дозволяється будівництво (житлове та будівництво доріг), 10,4% використовуються в сільськогосподарських цілях, 49,6% зайнято лісами, 35% не є продуктивними (річки, льодовики або гори).

## Демографія
2019 року в громаді мешкало 630 осіб (+2,9% порівняно з 2010 роком), іноземців було 7,9%. Густота населення становила 89 осіб/км².
За віковим діапазоном населення розподілялося таким чином: 17,3% — особи молодші 20 років, 55,7% — особи у віці 20—64 років, 27% — особи у віці 65 років та старші. Було 309 помешкань (у середньому 2 особи в помешканні).
Із загальної кількості 66 працюючих 13 було зайнятих в первинному секторі, 24 — в обробній промисловості, 29 — в галузі послуг.